# Flugunfall einer Convair CV-640 im Senegal 1992
Der Flugunfall einer Convair CV-640 im Senegal 1992 ereignete sich am 9. Februar 1992 mit einer Convair CV-640 der Gambcrest, die sich auf einem inländischen Charterflug vom Flughafen Dakar-Yoff zum Flughafen Cap Skirring befand. Aufgrund einer Verwechslung mit der Landebahn des Zielflughafens flogen die Piloten die Maschine in eine Hotelanlage bei Diouloulou. Bei diesem Flugunfall kamen 31 der 59 Personen an Bord ums Leben.

## Maschine
Bei der betroffenen Maschine handelte es sich um eine 1952 gebaute Convair CV-640 mit der Modellseriennummer 9, die als Convair CV-340-33 gebaut und am 29. September 1952 an die Arabian American Oil Corporation ausgeliefert wurde, bei der sie mit dem Luftfahrzeugkennzeichen N726A in Betrieb genommen wurde. Im Oktober 1962 wurde die Maschine nach einer Modifikation zur Convair CV-440 umgemeldet. Am 9. April 1966 übernahm General Dynamics die Maschine und ließ sie mit dem neuen Kennzeichen N7262 wieder zu. Nur einen Monat später wurde die Maschine umgemeldet. Durch Scottish Aviation wurde das Flugzeug in Prestwick zu einer Convair CV-640 mit Turbopropmotoren umgebaut und hatte als solche ihren Erstflug am 19. September 1966. Am 17. April 1967 übernahm die Pacific Western Airlines die Maschine und betrieb diese mit dem Luftfahrzeugkennzeichen CF-PWT. Am 3. Mai 1976 ging die Convair bei der Worldways Airlines in Betrieb und erhielt in diesem Zuge ihr neues Kennzeichen C-FPWT. Im Dezember 1982 übernahm die Wright Airlines die Maschine und ließ sie mit dem neuen Luftfahrzeugkennzeichen N2691W zu, im November 1983 ließ sie dieses in N862FW ändern und betrieb die Convair weiter, bis sie im September 1984 Insolvenz anmelden musste. Danach blieb die Convair eine Zeit lang abgestellt, bis sie im Juni 1985 bei der Holland Industries Inc. in Betrieb ging. Ab März 1986 war sie auf die Camelot Consultants Inc. zugelassen. Ab April 1989 war die Maschine mit dem Luftfahrzeugkennzeichen C-GCWE bei der Canada West Air in Betrieb. Ab dem 26. September 1990 war die Maschine wieder auf die Camelot Consultants Inc. zugelassen. Ab dem 1. November 1990 war die Maschine mit dem Kennzeichen N862FW bei der Gambcrest in Betrieb. Das zweimotorige Mittelstreckenflugzeug war zuletzt mit zwei PTL des Typs Rolls-Royce Dart ausgerüstet.

## Insassen
Den inländischen Charterflug von Dakar nach Cap Skirring, der im Auftrag von Club Méditerranée durchgeführt wurde, hatten 53 Passagiere angetreten, die aus Frankreich, Belgien und der Schweiz stammten. 
Es befand sich eine sechsköpfige Besatzung an Bord der Maschine, bestehend unter anderem aus einem 67-jährigen Flugkapitän mit US-amerikanischer Staatsbürgerschaft, einem 31-jährigen Ersten Offizier aus Norwegen und einer russischen Flugbegleiterin. Teil der Besatzung war auch die damalige Stewardess und spätere gambische Politikerin und Diplomatin Ramzia Diab.

## Unfallhergang
Der Flug wurde bei mondloser Nacht mit Sichtweiten von 8 km durchgeführt, die Maschine startete um 04:26 Uhr in Dakar und meldete den Überflug des Funkfeuers von Banjul auf Flugfläche 70 um 04:54 Uhr. Die Cockpitbesatzung leitete auf dem Flug nach Cap Skirring den Sinkflug gegen 05:05 Uhr und damit zu früh ein; wahrscheinlich hatten die Piloten die blaue Beleuchtung einer Hotelzufahrt im Süden von Kafountine für die Landebahnbefeuerung des Flughafens gehalten. Um 05:11 Uhr meldete der Kapitän Rückenwind und steuerte mit der Maschine die Hotelzufahrt an. Im letzten Moment versuchte der Kapitän die Maschine noch hochzuziehen, doch streifte sie Baumspitzen und die linke Tragflächenspitze brach ab. Die Convair brach auseinander und stürzte in ein sumpfiges Gebiet etwa vier Kilometer südlich der letzten Häuser von Kafountine, 28 Nautische Meilen (ca. 52 km) nördlich der Start- und Landebahn 14 des Cap Skirring Airport. Von den 59 Personen an Bord starben 31. Von den sechs Besatzungsmitgliedern überlebte nur die chief hostess Ramzia Diab. Sie war gerade bei der Durchsage, dass die Passagiere ihre Sicherheitsgurte anlegen sollten, als sie einen „sehr lauten Knall“ hörte, der ihr unmittelbar das Bewusstsein nahm. Als sie schwer verletzt wieder zu sich kam, nahm sie Fischer wahr, die vom nahen Meer den lauten Knall gehört hatten und nun sehen wollten, was passiert war. Ramzia Diab fing an, auf Wolof nach ihnen zu schreien. Die Rettungshubschrauber seien dann nach Tagesanbruch eingetroffen.

## Ursache
Unfallursachen waren das verfrühte Einleiten des Sinkfluges durch die Piloten sowie die Fehleinschätzung der Flugposition, was zu einer Verwechslung der Beleuchtung der Hotelzufahrt mit der Landebahnbefeuerung des Zielflughafens geführt hatte. Ferner stellten die Unfallermittler eine mangelhafte Planung des Fluges und Anfluges sowie ein unzureichendes Crew Resource Management fest. Aufgrund der mondlosen Nacht hatten den Piloten, die sich in der Region nicht auskannten, Referenzpunkte am Boden gefehlt. Verschiedene Anzeigen waren zum Unfallzeitpunkt außer Betrieb gewesen, darunter ein Höhenmesser. Insgesamt soll die Maschine mit mindestens 16 defekten Anzeigen gestartet sein. Die in Gambia beheimatete Fluggesellschaft hatte die Maschine nicht ordnungsgemäß ab- beziehungsweise umgemeldet, sodass die Convair illegal mit dem Luftfahrzeugkennzeichen des Vorbesitzers betrieben wurde.

## Folgen
Am 6. Juli 2000 verurteilte ein französisches Gericht den Geschäftsführer von Club Med sowie dessen Sohn wegen fahrlässiger Tötung. Es stellte sich heraus, dass Gambcrest zum Unfallzeitpunkt massive finanzielle Schwierigkeiten gehabt hatte. Die Verantwortlichen von Club Med wiesen jede Schuld von sich und behaupteten, dass ihnen der Zustand des Fluggeräts nicht bekannt gewesen sei.